# Morris CDSW
Le Morris CDSW 6x4 est un tracteur d'artillerie britannique à six roues entré en service au début des années 1930 dans l'armée de terre britannique pour tracter ses canons de campagne,.
Il était typiquement utilisé pour tracter le canon de campagne Ordnance QF 18 pounder et l'obusier QF 4.5 inch Howitzer, et plus tard le canon Ordnance QF 25 pounder, qui a remplacé les deux précédents. Il a également été utilisé, avec une carrosserie modifiée, pour transporter le canon Bofors 40 mm dans les régiments anti-aériens légers (LAA). Une version munie d'une grue a été utilisée pour les travaux de dépannage. Dans son rôle de tracteur du 25-pdr, le Morris CDSW a généralement été remplacé par le Morris C8,.
Les lettres « CDSW » signifient modèle « C », Double essieu arrière « D », moteur Six cylindres "S" et treuil (en anglais Winch) « W ».